# Championnat du Portugal de football de deuxième division 2008-2009
 (décembre 2023).
Si vous disposez d'ouvrages ou d'articles de référence ou si vous connaissez des sites web de qualité traitant du thème abordé ici, merci de compléter l'article en donnant les références utiles à sa vérifiabilité et en les liant à la section « Notes et références ».
Le Championnat du Portugal de football D2 2008-2009 est la 19e édition de la compétition qui voit le sacre du Sporting Clube Olhanense.
À la fin de la saison, le FC Vizela, bien qu'ayant terminé 10e, se voit relégué en 3e division à la suite d'une affaire de corruption.
Le meilleur buteur de ce championnat est le brésilien Djalmir qui inscrit 20 buts avec le Sporting Clube Olhanense. 

## Classement
| Rang | Équipe              | Pts | J  | G  | N  | P  | Bp | Bc | Diff |
| ---- | ------------------- | --- | -- | -- | -- | -- | -- | -- | ---- |
| 1    | SC Olhanense        | 58  | 30 | 18 | 4  | 8  | 52 | 32 | +20  |
| 2    | União Leiria        | 53  | 30 | 15 | 9  | 6  | 46 | 29 | +17  |
| 3    | CD Santa Clara      | 52  | 30 | 15 | 7  | 8  | 45 | 32 | +13  |
| 4    | Estoril-Praia       | 44  | 30 | 12 | 8  | 10 | 40 | 37 | +3   |
| 5    | CD Feirense         | 42  | 30 | 11 | 9  | 10 | 37 | 34 | +3   |
| 6    | SC Freamunde        | 41  | 30 | 11 | 8  | 11 | 32 | 35 | -3   |
| 7    | Sporting de Covilhã | 40  | 30 | 10 | 10 | 10 | 42 | 42 | 0    |
| 8    | Varzim              | 39  | 30 | 11 | 6  | 13 | 29 | 35 | -6   |
| 9    | Gil Vicente FC      | 38  | 30 | 8  | 14 | 8  | 36 | 37 | -1   |
| 10   | FC Vizela           | 37  | 30 | 7  | 16 | 7  | 28 | 33 | -5   |
| 11   | Deportivo Aves      | 36  | 30 | 9  | 9  | 12 | 30 | 36 | -6   |
| 12   | Beira-Mar Clube     | 35  | 30 | 8  | 11 | 11 | 32 | 32 | 0    |
| 13   | Portimonense SC     | 35  | 30 | 7  | 14 | 9  | 29 | 35 | -6   |
| 14   | UD Oliveirense      | 33  | 18 | 7  | 11 | 12 | 25 | 33 | -8   |
| 15   | Boavista            | 32  | 30 | 9  | 5  | 16 | 28 | 44 | -16  |
| 16   | Gondomar SC         | 30  | 30 | 7  | 9  | 14 | 29 | 35 | -6   |

|  | Promotion en 1re division |
|  | Relégation en 3e division |